# ベレニケ2世

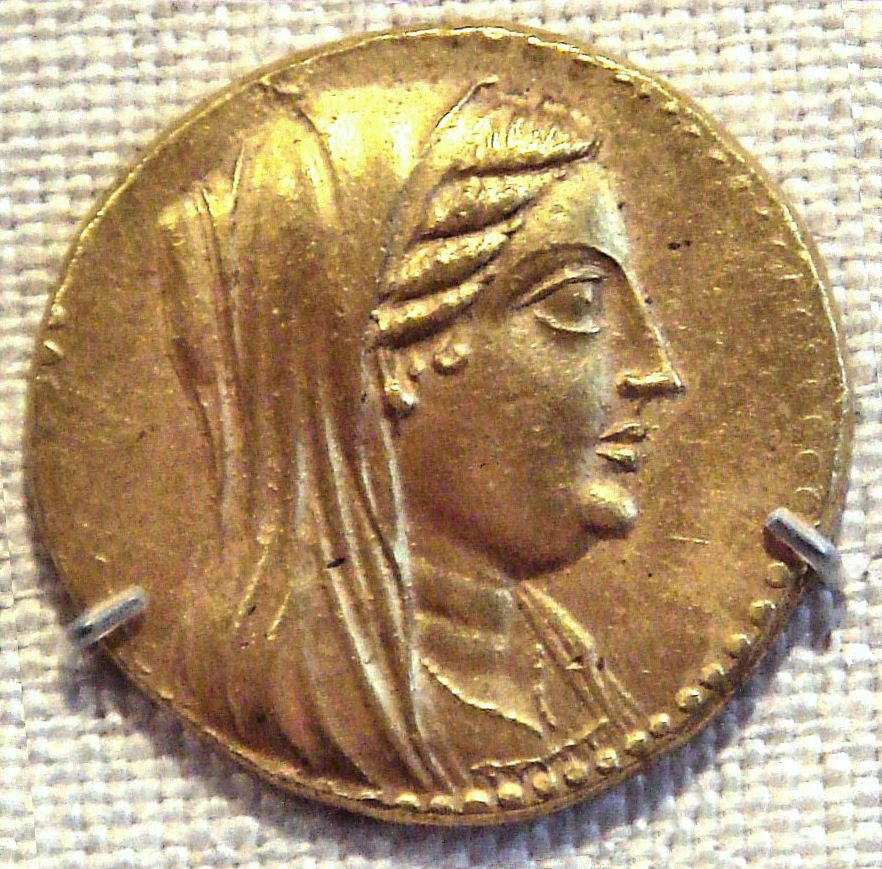
ベレニケ2世（プトレマイオス3世時代の貨幣）

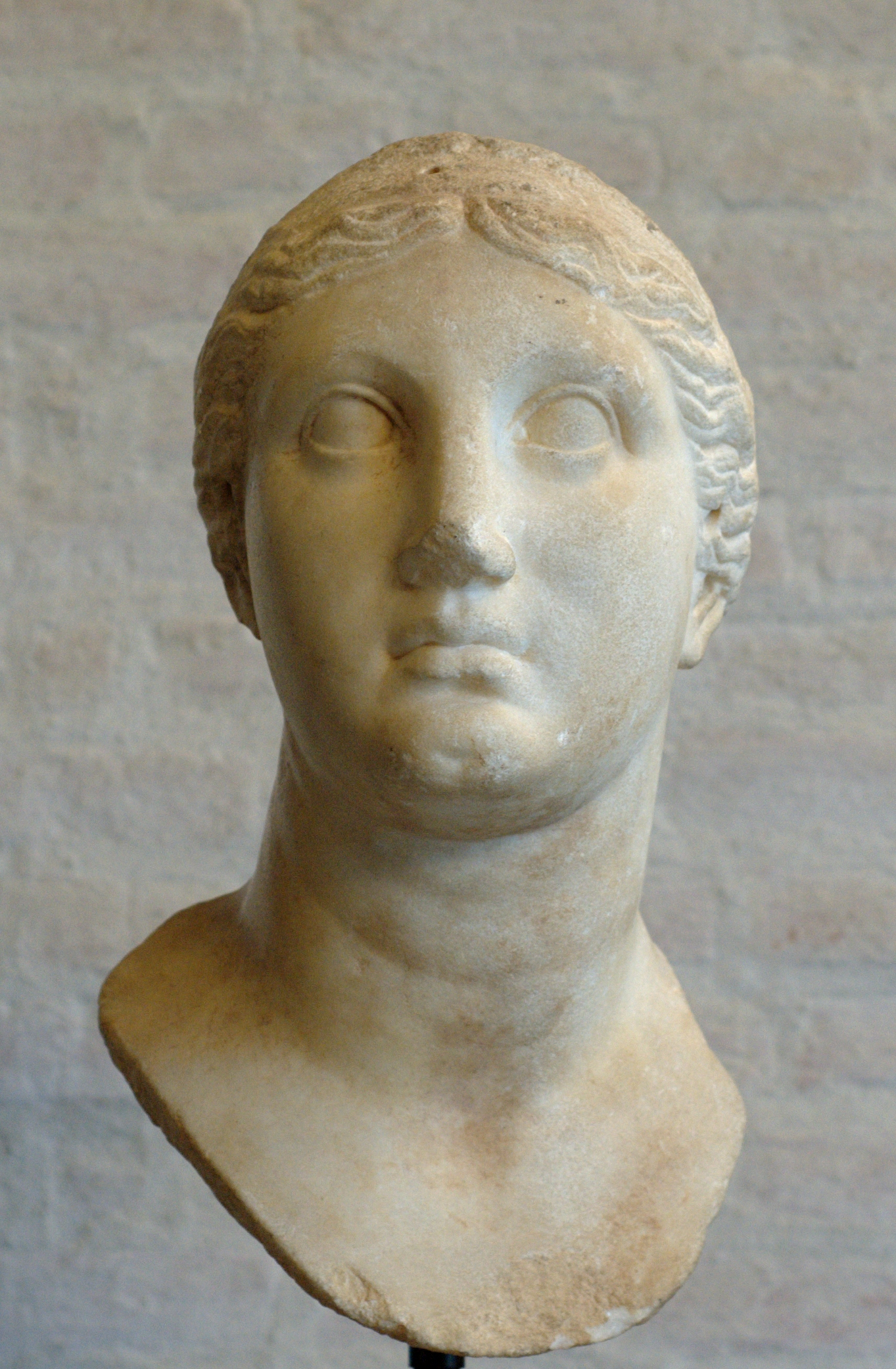
ベレニケ2世

ベレニケ2世（希：Βερενίκη Β'、ラテン文字表記：Berenice II、紀元前267年または266年 - 紀元前221年）は、古代エジプト、プトレマイオス朝のファラオ・女王（在位：紀元前244年 - 紀元前221年）。キュレネ王メガス（在位：紀元前276年 - 紀元前250年）とシリア王アンティオコス1世の娘アパメー2世の娘。プトレマイオス3世エウエルゲテスの妻であり、プトレマイオス朝第3代の支配者（共同統治者）。プトレマイオス4世フィロパトル、アルシノエ3世らの母。星座・かみのけ座の伝説で有名な女性である。

## 生涯
紀元前250年または紀元前249年頃、マケドニアの王子デメトリオス（マケドニア王デメトリオス1世の末子）と結婚したが、すぐに父王メガスが没し、夫がキュレネ王となった。しかし、夫がキュレネに来てまもなくベレニケの母アパメー2世と愛人関係になったため、怒ったベレニケは夫を母の寝室で殺害した。彼女とデメトリオスとの間に子供はなかった。
その後、エジプトのプトレマイオス3世エウエルゲテスと再婚し、彼らの間にはプトレマイオス4世フィロパトル、メガス (en) 、リュシマコス、アレクサンドロス、アルシノエ3世、ベレニケが生まれた。
ベレニケ2世は、紀元前245年から紀元前241年のネメア競技祭 (ネメアで開催されていた古代ギリシアの4大競技祭の一つ) や、時期は不明ではあるがオリュンピア祭に参加したと言われている。
夫の遠征中に顧問団と共に内政を管理するなど優れた手腕を発揮した。プトレマイオス朝は全盛時代を迎えたが、彼女の貢献度は非常に高かったといえる。紀元前221年、夫の死後すぐ、息子プトレマイオス4世や廷臣たちの陰謀により殺害された。

## 伝説
夫のシリア遠征（第三次シリア戦争）に際し、かみのけ座の逸話を残している。ベレニケ2世は、夫が無事に戻ったならば、美しく、かつ美しいゆえに有名であった自分の髪を女神アプロディテに捧げると誓った。夫が戻ると、王妃は髪を切り、女神の神殿に供えた。
翌朝までに、髪の毛は消えていた。王と王妃は大変に怒り、神官たちは死刑を覚悟した。このとき、宮廷天文学者コノン (Conon) は、神は王妃の行いが大変に気に入り、かつ、髪が美しいので大変に喜び、空に上げて星座にした、と王と王妃に告げ、しし座の尾の部分を指し示した。王と王妃は満足し、コノンのこのとっさの知恵により、神官たちの命は救われたという。この逸話にちなんで、現在この領域はかみのけ座 (Coma Berenices) とされている。
ヘスペリデスという街は彼女によって再発見され、彼女にちなみベレニケと改名された（現在のベンガジ）。1907年に発見された小惑星 (653) ベレニケ (Berenike) もまた、ベレニケ2世にちなんで命名されたものである。